# ليلوس
ليلوس هي قرية في مقاطعة سلماس، إيران. يقدر عدد سكانها بـ 421 نسمة بحسب إحصاء 2016.